# Oehoes
De oehoes (Bubo) zijn een geslacht van vogels uit de familie van de uilen (Strigidae). De wetenschappelijke naam van het geslacht werd in 1805 voorgesteld door André Marie Constant Duméril.

## Kenmerken
Oehoes hebben lange oorpluimen en grote, felgele tot oranje ogen met forse, zwarte pupillen. Verder is het bruin en donker gevlekt verenkleed typerend, evenals de afwezigheid van een nek. De kop van de oehoe is erg breed en bevindt zich recht boven het lichaam. De oehoe dankt zijn naam aan het geluid dat hij maakt. Wanneer de oehoe zijn vleugels uitslaat vormt hij door zijn imposante voorkomen een bedreiging voor de meeste van zijn voedselconcurrenten.

## Soorten
In versie 13.1 van de IOC World Bird List zijn negen soorten van het geslacht Bubo verplaatst naar het geslacht Ketupa. Sindsdien bestaat het geslacht bubo uit de volgende tien soorten:
- Bubo africanus – Afrikaanse oehoe
- Bubo ascalaphus – Woestijnoehoe
- Bubo bengalensis – Bengaalse oehoe
- Bubo bubo – Oehoe
- Bubo capensis – Kaapse oehoe
- Bubo cinerascens – Grijze oehoe
- Bubo magellanicus – Magelhaenoehoe
- Bubo milesi – Arabische oehoe
- Bubo scandiacus – Sneeuwuil
- Bubo virginianus – Amerikaanse oehoe